# Адиль-Халк
Адиль-Халк (ног. Аьдил-Халк) — аул в Ногайском районе Карачаево-Черкесской Республики.
Образует муниципальное образование «Адиль-Халкское сельское поселение», как единственный населённый пункт в его составе.

## География
Аул расположен в предгорной зоне республики, в центральной части района, на левом берегу реки Малый Зеленчук, в 2,5 км к западу от районного центра Эркен-Шахар и в 26 км к северо-западу от города Черкесск.
Граничит с землями населённых пунктов: Адыге-Хабль на юго-востоке, Икон-Халк на юге и Эркен-Халк на северо-востоке.
Рельеф местности представляет собой в основном холмистую равнину. Средние высоты на территории аула составляют 443 метра над уровнем моря.
Гидрографическая сеть в основном представлена рекой Малый Зеленчук.

## История
Населённый пункт на своём нынешнем месте был основан в 1861 году и был назван по имени владельца ногайского князя Шабаза Мансуров — Верхне-Мансуровским или Шабазовским аулом.
В 1929 году постановлением Президиума ВЦИК аул Верхне-Мансуровский был переименован в Адиль-Халк, что в переводе с ногайского означает «справедливый народ».
В 1930 году в ауле была открыта первая в КЧАО МТС.
В 2007 году аул включён в состав новообразованного Ногайского района республики, как отдельное муниципальное образование — Адиль-Халкское сельское поселение.

## Население
| 2002  | 2010  | 2012  | 2013  | 2014  | 2015  | 2016  |
| ----- | ----- | ----- | ----- | ----- | ----- | ----- |
| 1510  | ↗1747 | ↗1762 | ↗1772 | ↘1769 | ↗1803 | ↘1781 |
| 2017  | 2018  | 2019  | 2020  | 2021  | 2023  | 2024  |
| ↗1807 | ↘1791 | ↘1780 | ↘1760 | ↘1753 | ↗1770 | ↘1761 |
| 2025  |       |       |       |       |       |       |
| ↘1758 |       |       |       |       |       |       |

Национальный состав
По данным Всероссийской переписи населения 2010 года:
| Народ   | Численность, чел. | Доля от всего населения, % |
| ------- | ----------------- | -------------------------- |
| ногайцы | 1655              | 94,7 %                     |
| русские | 22                | 1,3 %                      |
| другие  | 70                | 4,0 %                      |
| всего   | 1747              | 100 %                      |

## Известные уроженцы, жители
Алибек Хусинович Уракчиев — сотрудник Министерства внутренних дел России, полковник милиции, погиб при исполнении служебных обязанностей, кавалер ордена Мужества.

## Инфраструктура
В ауле функционируют — одна средняя школа имени Уракчиева, одно дошкольное учреждение, фельдшерско-акушерский пункт и Дом культуры.

## Транспорт
Вдоль северной границы аула проходит автодорога А155.